# Agrilus mocquerysi
Agrilus mocquerysi es una especie de insecto del género Agrilus, familia Buprestidae, orden Coleoptera.
Fue descrita científicamente por Théry, 1905.